# Štrpedov rod
Štrpedov rod je kratka ljudska pripovedka o Štrpedovem rodu, ki naj bi se skrival nekje okrog gore Ostrič. Izšla je v zbirki pripovedk v knjigi Zgodbe o Štrpedu iz Materskega podolja, Podgrajskega gradu in Čičarije. Po pripovedovanju jih je zbral in napisal  Pavel Medvešček, zbiralec ljudske dediščine, hkrati pa tudi slikar in publicist. Zapisana je bila po pripovedovanju Marije Gojak leta 1960 v Gojakih.
Pripovedka je izšla tudi v knjigi Pravljične poti Slovenije. To je družinski izletniški vodnik po Sloveniji, ki nas usmerja in nam ponuja zanimive predloge za potepanje po naši deželi. Najprej je predstavljena pravljica, zatem pa sledi še opis poti. Avtorica Irena Cerar Drašler ga priporoča predvsem družinam, ki se rade odpravijo na kakšen izlet in pri tem še malo raziskujejo.

## Kdaj je bila pripovedka zapisana?
Pripovedka se bile zapisana leta 1971, ko se je Pavel Medvešček zaposlil na Zavodu za spominsko varstvo Gorica, kjer je dokumenitral ljudsko arhitekturo na območju sedmih severnoprimorskih občin. Tako ga je pot zanesla tudi na območje Matarskega podolja, Podgorskega Krasa in Čičarije, kjer so prebivalci pripovedovali o Štrpedu.

## Analiza
Vsakih sedem let se je na gori Ostirč ob pomoči zlatokljunega sokola Lunja izlegel Beli polh Štrped. Imel je lep bel kožuh, namesto tačk pa je imel sokolja krila. Tudi oči je imel sokol|sokolje, iz ušes pa so mu rasli jesenovi listi. V tistem času pa so v globeli Vitamajka živeli krvosesi Smodlaki, ki so se jih bali vsi okoličani. Če so jim le prišli za hrbet, so jim pregriznili vrat in izsesali kri. Prav tako pa je takrat, v Strašni jami, živel še Črn polh Štrped. Ta pa je prinašal nesreča|nesrečo in smrt, kar se je dotaknil pa je izginilo vnič. Srečo je prinašala le skrivnostna roža, ki je včasih zrasla ob jami in cvetela en dan. Kako je danes s štrpedovim rodom, ne ve nihče. Bilo je prerokovano, da bodo Štrpedi odšli v podzemni svet, še preden bodo siromaki bogati in bogatirevni.
Pripovedka govori o polhih Štrpedih, ki so imeli namesto sprednjih tačk sokolja krila. Bili so dobrega srca in so radi pomagali. Kadar se je kdo znašel v težavah so mu znali pomagati. Vse pa se začne pri Belem polhu Štrpedu, ki se izleže vsakih sedem let. Dobri, to je beli Štrped se nam predstavlja kot polh, ki sta ga porodila Luna in Lunj. Slednji naj bi bil zlatokljuni sokol, ki je očitno simbol sonca, najvišjega božanstva v obdobju predzgodovine. Črni polh je bil tisti, ki je povzročal zlo. »Kako je danes s Štrpedovim rodom ne ve nihče. Prerokovano pa je bilo, da bodo Štrpedi odšli v podzemlje, še preden bodo siromaki bogati in bogati revni. Lahko sklepamo, da Štrpedi ne bodo nikoli odšli v podzemni svet.

## Predstavitev književnih oseb
Sokol Lunja
je sokol z zlatim kljunom, ki je pomagal Belemu polhu Štrpedu, da se je izlegel.
Beli polh Štrped
na pogled je bil kakor drugi Štrpedi, le da je on imelsokolje oči in krila. Iz ušes pa so mu rasli jesenovi listi. Ljudem je delal dobro.
Smodlaki
Gozdni škratje, ki so bili strah in trepet vsem bitjem okrog njih. Pred njimi ni bil varen niti graščak na Gradinskem gradu.
Črni polh Štrped
je prinašal nesrečo in smrt, vse kar se je dotalnil pa se je spremenilo v nič.
Štrpedi
so bile plašljive živali. Podnevi so dremali v drevesnih duplinah ali pod bukovimi koreninami, ponoči pa so neslišno letali okoli in pomagali revnim, bolnikom in pomoči potrebnim ljudem.
Dobri, to je beli Štrped se nam predstavlja kot polh, ki sta ga porodila Luna in Lunj. Slednji naj bi bil zlatokljuni sokol, ki je očitno simbol sonca, najvišjega božanstva v obdobju predzgodovine.

## Kraj in čas dogajanja
Matarsko podolje je Štrpedova dežela. Tako se imenujeta kar dva hriba v tej suhi kraški dolini.
V osrednjem delu Matarskega podolja leži gručasta vas Markovščica. Na severni strani se dviga Brkinsko hribovje, na jugu pa Slavnik in vrhovi Čičarije. Značilna kraška gmajna je porasla z gostim brinjem, ki včasih zraste v prava drevesa. Polno je vrtač, kotanj in brezen.
Nekje po drugi svetovni vojni, ko so bili Brkini, še dokaj odmaknjen predel, v katerem se je ohranjalo veliko starega izročila. Ljudje so si krajšali čas z pripovedovanjem pripovedk.

## Zgodbe o Štrpedu in Materskega podolja, Podgorskega Krasa in Čičarije
- Lipeglav
- Runjevica
- Turki
- Podgradska grofična
- Nabiralec brinja
- Skandan
- Štrped
- Bosi otroci

- Podganje leto

- Stava
- Medvižicev štrped
- Žito
- Tihotapci
- Bolno dekle

- Kozja pastirica
- Kako je štrped pomagal Johanu